# Rino Icardi
Rino Icardi, pseudonimo di Maggiorino Icardi (Alessandria, 18 maggio 1937 – Roma, 6 marzo 2023), è stato un giornalista, paroliere e radiocronista sportivo italiano.

## Biografia
Iniziò la carriera giornalistica alla Gazzetta dello Sport e, alla fine degli anni '50, passò a Radio Rai nella redazione sportiva dove fu radiocronista di ippica, ciclismo, automobilismo; seguì diverse edizioni del Giro d'Italia, Giochi olimpici, europei e mondiali di calcio, fu inviato e poi saltuariamente conduttore nelle trasmissioni Tutto il calcio minuto per minuto, Domenica Sport e, nel 1980, Radiodue 3131. Per il Gr2 seguì anche grandi eventi di cronaca. Nel 1979 si aggiudicò il Premio Saint-Vincent per il giornalismo.
In contemporanea con l'attività giornalistica, per molti anni fu paroliere di canzoni per vari artisti come Vanna Scotti, John Forster e Mia Martini